# Dömitz
Dömitz är en mindre stad i det nordtyska förbundslandet Mecklenburg-Vorpommern.
Kommunen ingår i kommunalförbundet Amt Dömitz-Malliß tillsammans med kommunerna Grebs-Niendorf, Karenz, Malk Göhren, Malliß, Neu Kaliß och Vielank.

## Geografi
Staden ligger vid Elbe i distriktet Ludwigslust-Parchim och är den sydligaste staden i förbundslandet. Floden Elde mynnar ut i Elbe vid Dömitz.

## Historia
1230 omnämns orten Domelitz för första gången. Dömitz fick sina stadsrättigheter troligtvis före 1259. Under 1200-talet tillhörde staden grevskapet Dannenberg och kom till hertigdömet Mecklenburg 1373.   
Under 1500-talet byggdes den existerande medeltida borgen om till en fästning (1557–1565), som blev den största i Mecklenburg-Schwerin.
Under trettioåriga kriget besattes staden och fästningen av olika makter, bland annat av Wallenstein 1627.

### 1800-talet och början av 1900-talet
Under 1870-talet byggdes en järnvägsbro över floden Elbe (1870–1872) och staden anslöts till den nya järnvägen Wittenberge-Lüneburg (1873). 1889 öppnades järnvägen mot Lübtheen och järnvägen mot Ludwigslust blev klar 1890.
1936 uppfördes den första vägbron över Elbefloden, som förstördes tillsammans med järnvägsbron under andra världskriget 1945.

### Östtyska tiden och tyska återföreningen
Under DDR-tiden tillhörde Dömitz distriktet Ludwigslust som låg inom länet Schwerin (1952–1990). Efter den tyska återföreningen återbyggdes vägbron över floden Elbe (1992) och stadens stadskärna sanerades.
2004 inkorporerades kommunerna Heidorf, Polz och Rüterberg i staden Dömitz.

### Befolkningsutveckling
Befolkningsutveckling i Dömitz
Källa:,,,

## Sevärdheter
- Fästningen Dömitz från 1500-talet
- Ruiner av järnvägsbron över floden Elbe
- Gamla staden med korsvirkeshus från 1800-talet
- Johanneskyrkan, nygotisk kyrka från 1872
- Dyner vid ortsdelen Klein Schmölen

## Vänorter
Dömitz har följande vänorter:
- Raesfeld i Tyskland[10]
- Wehl i Nederländerna (tillhör kommunen Doetinchem sedan 2005)

## Kommunikationer
Förbundsvägarna (tyska:Bundesstraße) B 191 (Celle-Plau am See) och B 195 (Zarrentin-Wittenberge) korsar varandra i Dömitz.
Järnvägen mot Ludwigslust nedlades 2001.

## Galleri

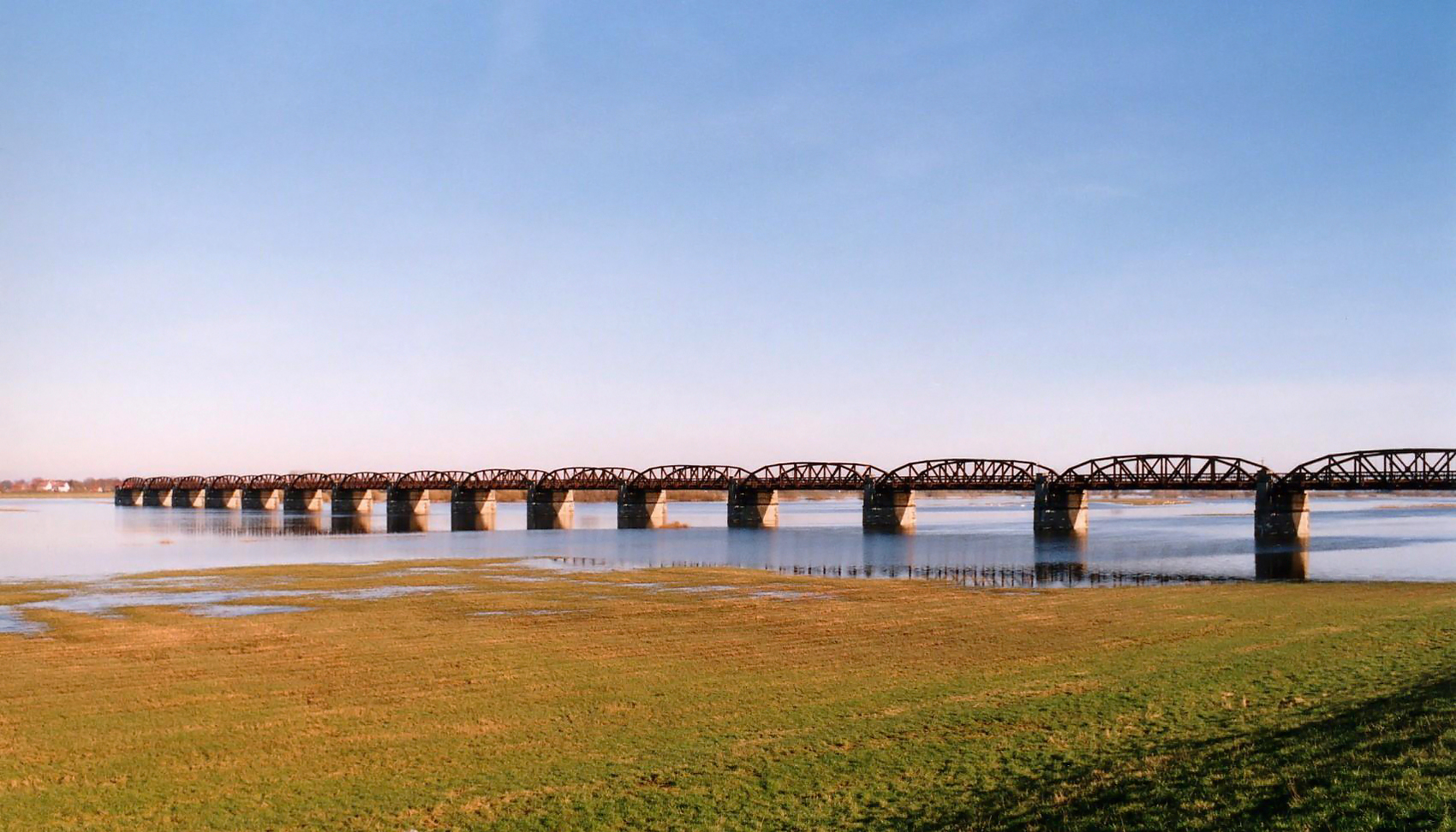
Ruin av järnvägsbron över floden Elbe.
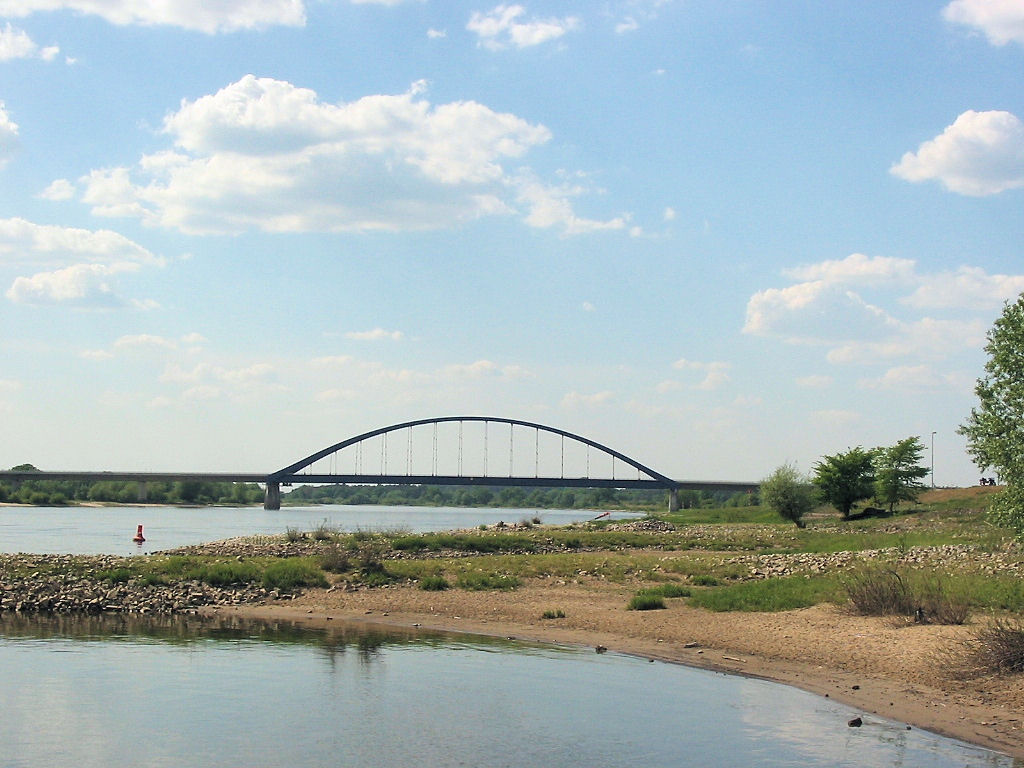
Vägbro på B 191 över floden Elbe.
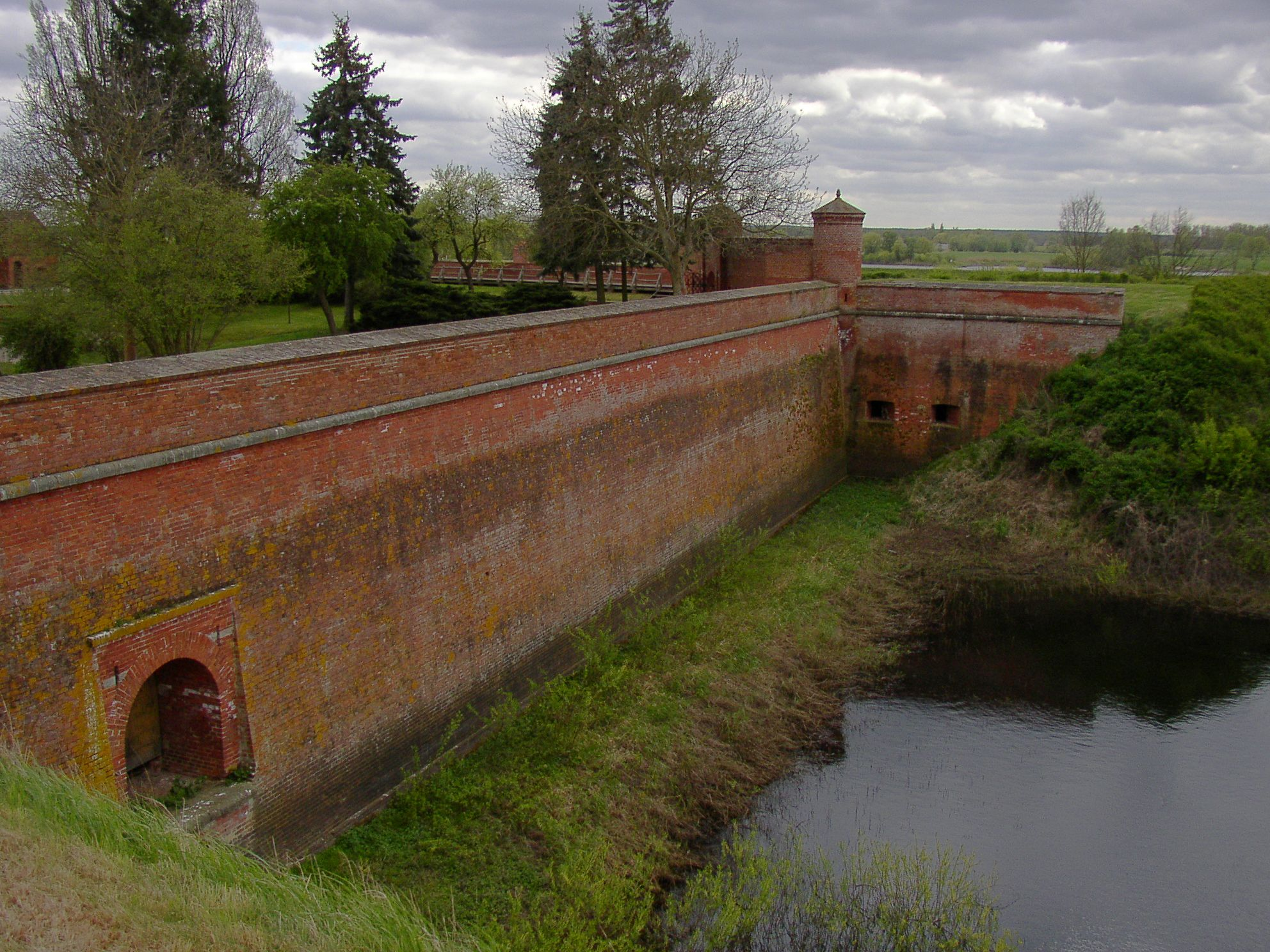
Fästningsmur av Dömitzs fästning
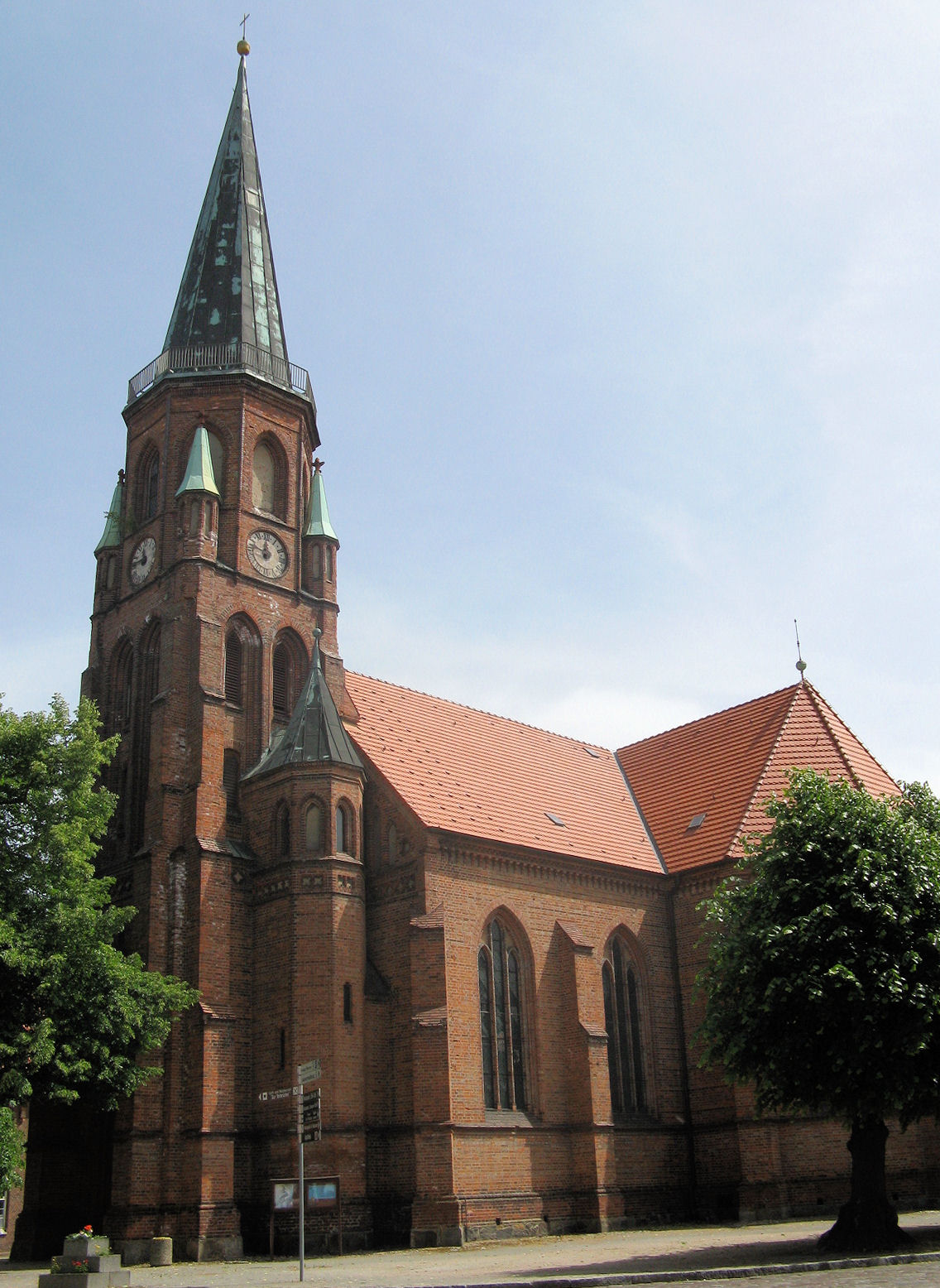
Johanneskyrkan i Dömitz
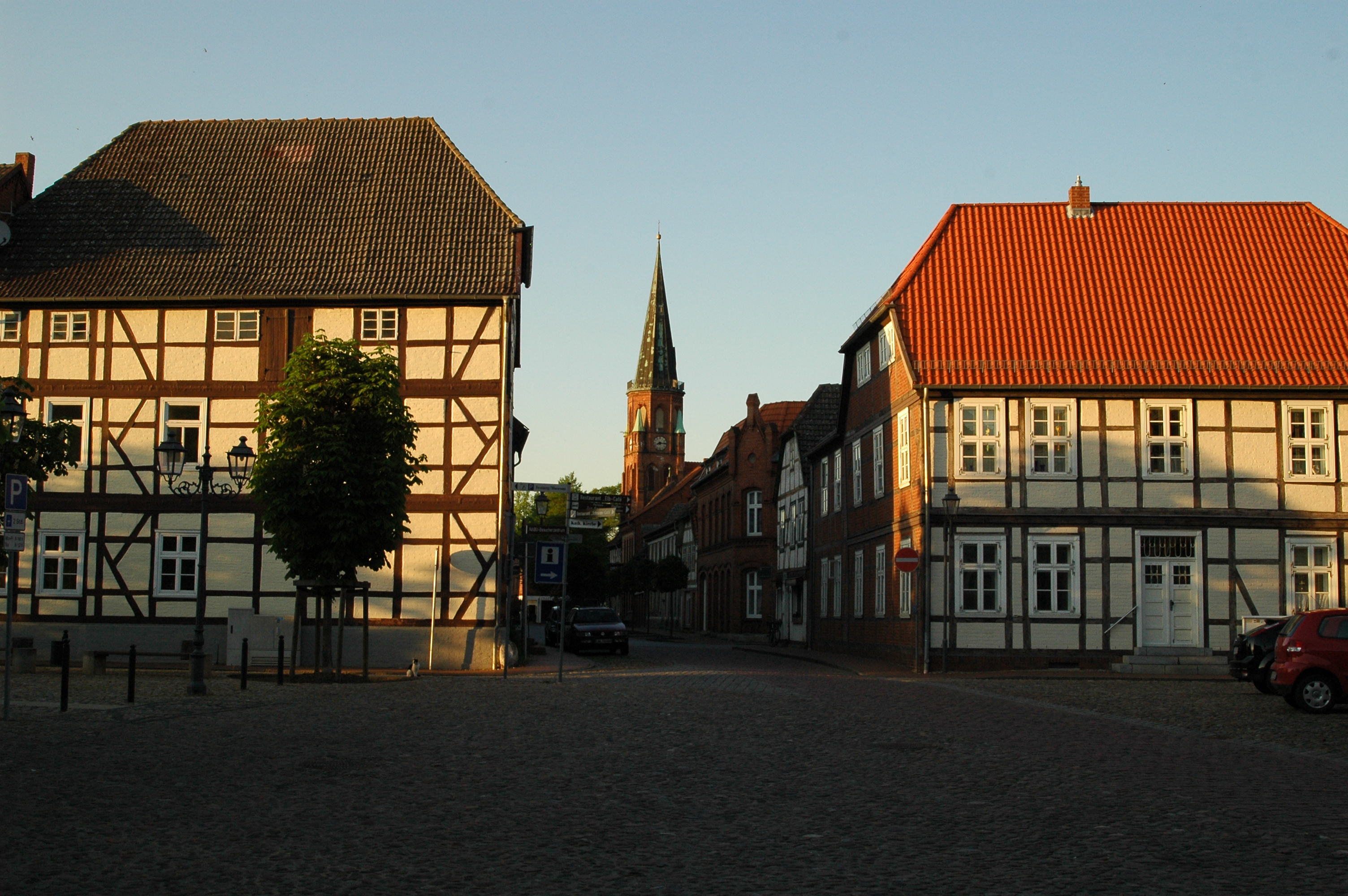
Korsvirkehus i Dömitz
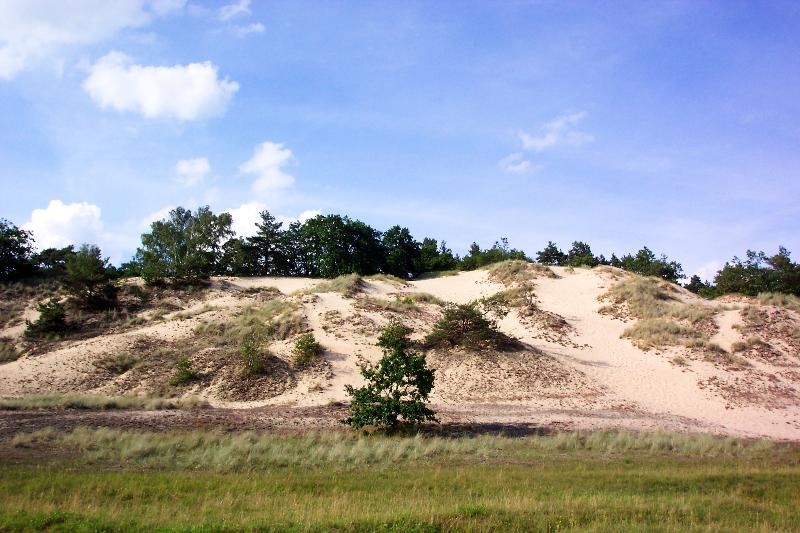
Dyner vid ortsdelen Klein Schmölen